# 斯托特霍爾農場

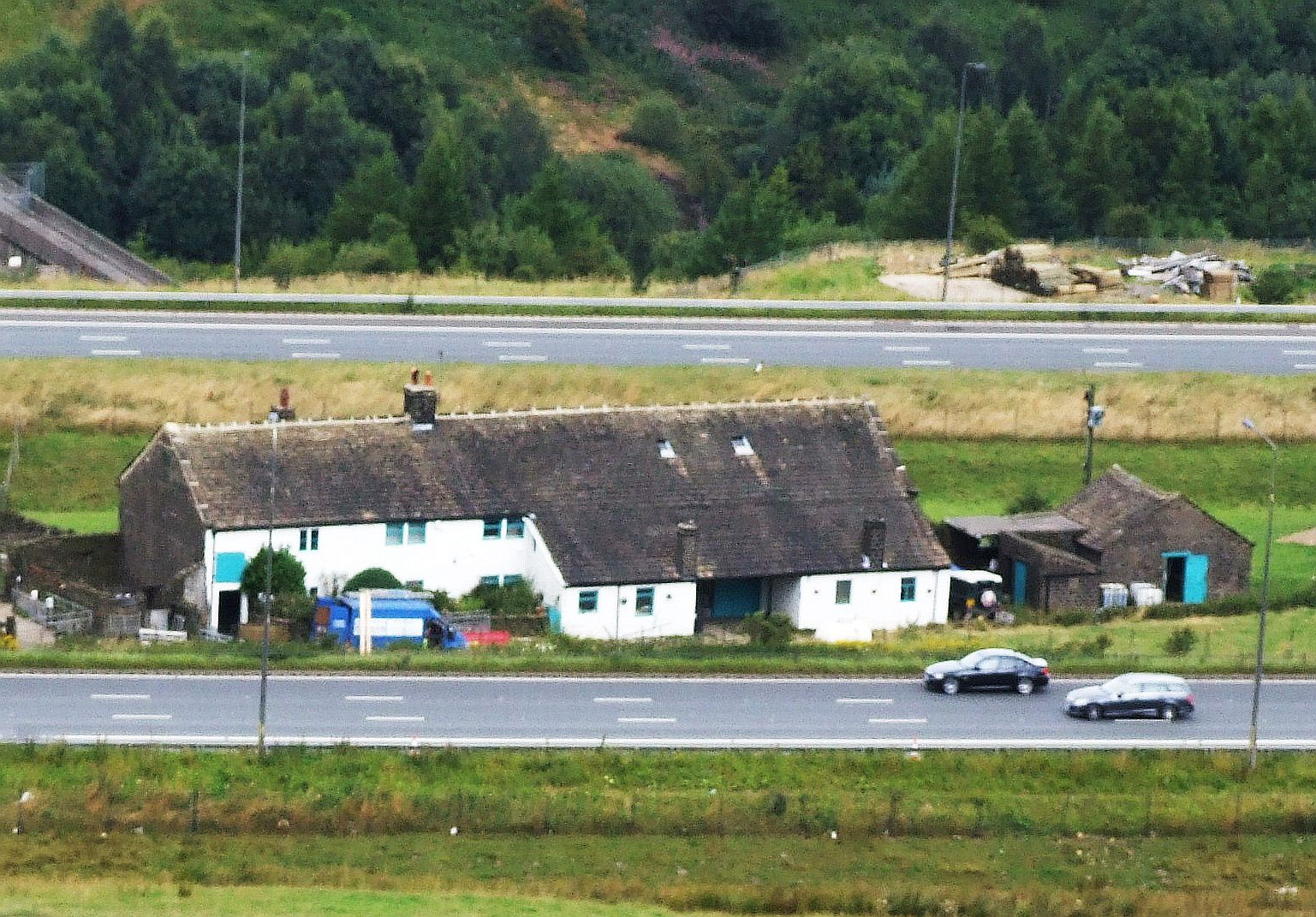
斯托特霍爾農場

斯托特霍爾農場（英語：Stott Hall Farm）是一個位於英國科尔德代尔M62高速公路中間的農場，是英國唯一一個位於高速公間之間的農場。農場建於18世紀，位於布思伍德水庫以南，在高速公路交匯處22和23之間，高速公路兩條行車方向在這裡分叉，流傳一個都市傳說，說農場主人肯（Ken）和贝丝·怀尔德（Beth Wild）拒絕出售祖家用來興建公路，事實上在修建公路時，這農場由約克郡水務公司擁有。
農場與公路之間設有防撞欄和柵欄，來圈養農場內的牲畜，及保障房屋免受失控汽車撞上。雖然房屋只離高速公路只隔30（98英尺），但從這裡開車進M62需駕駛3.7英里（6.0）。這農場是英國10大高速公路奇景之一，並曾登上BBC廣播四台，約克郡電視台紀錄片。